# 刺吻虫属
邦氏刺吻蟲是刺吻蟲屬的唯一物種，屬於節肢動物門、恐蝦綱的一員。該物種可能屬於欧巴宾海蝎科（包含歐巴賓海蠍、犹他黎女虫和可能還有肌蟲屬），其分類位置尚不確定。其生活在奧陶紀中期時期的英國威爾斯，是少數存活至寒武紀之後的恐蝦綱物種之一。其身上具有類似放射齒目物種的特徵，這些結構可能屬於趨同演化。

## 發現
刺吻蟲的化石發現於英國西威爾斯吉爾溫火山地層（Gilwern Volcanic Formation）的城堡山岸。該地層最初只發現海綿化石，後來陸續發現其他動物。刺吻蟲標本是在蘭德林多德威爾斯一處小型私人採石場發現，也是原本存放該標本的位置。現其存放在威爾斯國家博物館。奧陶紀時期，城堡山岸地層位於南半球的阿瓦隆尼亞大陸，目前僅發現一個編號為NMW.2021.3 G.7的正模標本，其保存了頭部和身體前半部分，長約13毫米，此成果由史蒂芬·帕茨（Stephen Pates）等人於2022年在《自然-通訊》發表。
（下）圖為刺吻蟲直向側視圖、俯視圖和腹側圖

## 命名
刺吻蟲的屬名Mieridduryn，由威爾斯語的「mieri」（荊棘、棘刺）和「duryn」（鉤吻）構成，意為“有棘刺的鉤吻”，而種小名「bonniae」則以採石場與化石收藏者的姪甥「Bonnie Douel」命名，自化石發現以來其家族一直支持當地化石研究。

## 型態
該生物的頭部包含一個背部骨片、一個鉤吻（proboscis，頭部延伸的觸手狀構造）和一個帶硬板的口器。背部骨片邊緣呈圓形，長約2毫米。鉤吻長約3毫米，帶有環紋且在背緣規則排列著刺（每2至4個環間距約0.2毫米）。口器長約0.4毫米，配有大小一致的硬板。
其身體帶有兩對附肢，其中背側附肢為扇鰭（flap，恐蝦綱物種用於游泳構造，類似魚鰭），下方附肢為葉足狀的腳，葉片呈半橢圓形、隨位置逐漸變小、近乎光滑，第一對葉片上覆蓋著平行排列的線狀支撐結構（strengthening rays），旁邊深色區域保存著從葉片背面向後凸出的「剛毛葉」（lamellae）。此外，葉足狀的腳呈三角形，表面帶有環紋，邊緣散布著小刺。該物種與許多放射齒目物種有著相同或相似的構造，如線狀支撐結構和剛毛葉。

## 分類

### 近親
城堡山岸也發現了一具保存完整的真節肢動物化石標本（編號 NMW.2021.3 G.8），研究人員稱之為「城堡山岸真節肢動物A」（Castle Bank euarthropod A）。該標本的頭部有兩塊位於鉤吻基部的側面骨片，其邊緣帶有三角形棘刺。頭部前端及鉤吻基部覆蓋著許多長度不到1毫米的梯形骨片，而鉤吻部分則與刺吻蟲相同，呈規律排列的刺。身體長約2毫米，呈彎曲狀、狹窄並略向後變細，表面有皺褶和扇鰭，末端由三角形刺狀邊緣構成尾扇。

### 系統分類學
2022年，史蒂芬·帕茨（Stephen Pates）等人發表了標本NMW.2021.3 G.7和NMW.2021.3 G.8，統稱為「城堡岸標本群」（Castle Bank specimens）。其中，NMW.2021.3 G.7被命名為刺吻蟲，而NMW.2021.3 G.8則稱為「城堡山岸真節肢動物A」。這兩具標本均有與歐巴賓海蠍類相似的特徵，例如頭部鉤吻、葉足狀腳以及身體背部的毛。帕茨等人對城堡岸標本群在系統發生樹上的位置提出兩種假設：
1. 將它們歸類為放射齒目、次足類（英语：Deuteropoda）演化支的外群。
2. 將它們視為歐巴賓海蠍類的一支，認為該支延伸了約4000萬年的生存年代、擴展了地域範圍並增加了形態多樣性，而其與放射齒目之間相似特徵則可能屬於趨同演化。

## 資料來源
1. 1 2 3 4 5 6 7 8 9  Pates, Stephen; Botting, Joseph P.; Muir, Lucy A.; Wolfe, Joanna M. . Nature Communications. 2022-11-15, 13 (1). ISSN 2041-1723. doi:10.1038/s41467-022-34204-w （英语）.
2. ↑  . Philosophical Transactions of the Royal Society of London. B, Biological Sciences. 1975-06-26, 271 (910). ISSN 0080-4622. doi:10.1098/rstb.1975.0033 （英语）.
3. ↑  Pates, Stephen; Wolfe, Joanna M.; Lerosey-Aubril, Rudy; Daley, Allison C.; Ortega-Hernández, Javier. . doi.org. 2021-03-11  [2025-02-04] （英语）.
4. ↑  Dzik, Jerzy. . Zoologica Scripta. 2003-12-23, 33 (1). ISSN 0300-3256. doi:10.1111/j.1463-6409.2004.00136.x （英语）.
5. ↑  Potin, Gaëtan J.-M.; Daley, Allison C. . Frontiers in Earth Science. 2023-05-09, 11. ISSN 2296-6463. doi:10.3389/feart.2023.1160285 （英语）.
6. ↑  Pates, Stephen; Botting, Joseph P.; Muir, Lucy A.; Wolfe, Joanna M.  (PDF). Nature Communications. 2022-11-15, 13 (1)  [2025-02-05]. ISSN 2041-1723. doi:10.1038/s41467-022-34204-w. （原始内容存档 (PDF)于2024-12-07） （英语）.